# Międzysłowie
Międzysłowie – pojęcie wprowadzone przez Juliana Przybosia, związane z koncepcją języka poetyckiego Awangardy Krakowskiej. Istotą międzysłowia są dodatkowe, utajone sensy pojawiające się w tekście poetyckim, będące wynikiem wzajemnego oddziaływania na siebie znaczeń słów wchodzących w obręb utworu. Głównym sposobem organizacji międzysłowia ma być metafora, wydobywająca z „minimum słów – maksimum aluzji wyobrażeniowych”.